# Survival Skills
Survival Skills – wspólny album amerykańskich raperów o pseudonimach KRS-One i Buckshot. Ukazał się 15 września 2009 nakładem wytwórni Duck Down Records, której współwłaścicielem i współzałożycielem jest Buckshot. Gościnnie pojawili się m.in. Talib Kweli, K’naan czy Mary J. Blige. Do utworów "ROBOT" oraz "Survival Skills" zrealizowano teledyski.

## Lista utworów
Opracowano na podstawie źródła.
| #  | Tytuł                     | Gościnnie                  | Producent   | Czas |
| -- | ------------------------- | -------------------------- | ----------- | ---- |
| 1  | "Survival Skills"         | DJ Revolution              | Illmind     | 3:59 |
| 2  | "ROBOT"                   |                            | Havoc       | 4:06 |
| 3  | "The Way I Live"          | Mary J. Blige              | Black Milk  | 3:57 |
| 4  | "Clean Up Crew"           | Rock                       | Illmind     | 3:57 |
| 5  | "Oh, Really?"             | Talib Kweli                | Marco Polo  | 3:13 |
| 6  | "Connection"              | Smif-n-Wessun              | Moss        | 5:23 |
| 7  | "Runnin' Away"            | Immortal Technique         | Black Milk  | 4:40 |
| 8  | "Think of All the Things" | K’naan                     | DJ Mentplus | 4:03 |
| 9  | "One Shot"                | Pharoahe Monch             | Nottz       | 3:46 |
| 10 | "Amazin'"                 | Sean Price Loudsmouf Choir | Khrysis     | 3:47 |
| 11 | "Hear No Evil"            |                            | Khrysis     | 3:21 |
| 12 | "Murder 1"                | Bounty Killer              | Coptic      | 3:49 |
| 13 | "We Made It"              | Slug                       | Illmind     | 4:25 |
| 14 | "Past, Present, Future"   | Melanie Fiona Naledge      | 9th Wonder  | 4:35 |